# Opta Sports
Pour les articles homonymes, voir OPTA.
Opta Sports est une entreprise anglaise de contenus sportifs fondée en 1996 et issue d'une fusion entre Opta Sportsdata et SportingStatz. La société profite du développement du marché des statistiques sportives pour implanter différents bureaux à travers le monde, dont un en France ouvert à Paris depuis 2010.
Les données fournies par Opta Sports peuvent se diviser en trois catégories : des flux XML mis à jour en fonction des résultats des rencontres et des calendriers sportifs, des packs d'informations et de statistiques (Opta Facts) fournis par le bureau éditorial et des outils multimédia toujours axées sur les statistiques sportives. Ces données sont recueillies pour une trentaine de sports, dont majoritairement le football. Plus de 80 % de l'activité de l'entreprise est liée à ce seul sport.
Opta Sports a pour clientèle l'industrie des paris, les médias ainsi que les clubs et les fédérations sportives. En France, l'entreprise a parmi ses clients le quotidien L'Équipe, le Stade français ou encore l'Olympique de Marseille. Opta a aussi conclu des accords dans d'autres pays, notamment avec la Premier League, la Bundesliga, l'Eredivisie ou encore la Major League Soccer,.